# Gymnasium Oedeme

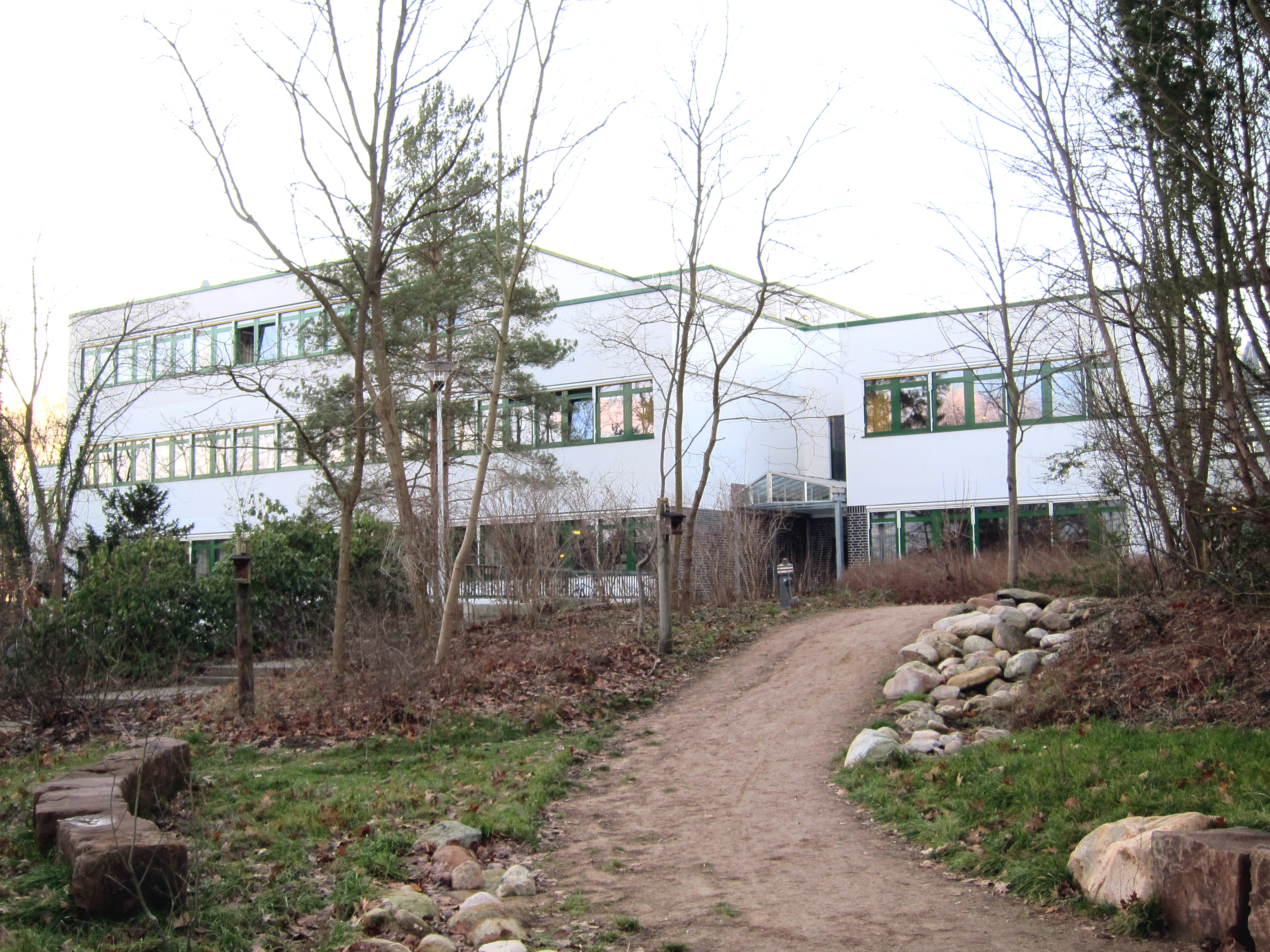
Hauptgebäude nach der Sanierung

Das Gymnasium Oedeme trägt seinen Namen nach dem Stadtteil im Südwesten der Hansestadt Lüneburg, in dem die Schule liegt. Es ist seit 2006 offene Ganztagsschule; rund 1500 Schüler werden von etwa 125 Lehrkräften unterrichtet. Etwa 60 Prozent der Schüler kommen aus dem Landkreis, ca. 40 Prozent aus der Hansestadt Lüneburg.
Als das Gymnasium 1971 gegründet wurde, war die Gemeinde Oedeme noch selbständig und gehörte zum Landkreis Lüneburg, der auch Träger des Gymnasiums Oedeme war und ist. Mit der Eingemeindung im Jahre 1974 wurde Oedeme ein Stadtteil Lüneburgs; somit liegt das Gymnasium des Landkreises heute auf dem Gebiet der Hansestadt Lüneburg.

## Geschichte
Die Geschichte des Gymnasiums Oedeme spiegelt die bildungspolitische Entwicklung der letzten 45 Jahre in Deutschland wider. Mit Schreiben vom 7. Mai 1971 genehmigte der damalige niedersächsische Kultusminister Peter von Oertzen (SPD) die Errichtung eines Gymnasiums in Oedeme. Der Kreistag hatte zwei Jahre zuvor – am 24. April 1969 – den Antrag gestellt, wegen der gestiegenen Schülerzahlen solle ein viertes Gymnasium im Raum Lüneburg entstehen – in der Nähe und im Einvernehmen mit der Stadt Lüneburg.
Gemäß der damaligen bildungspolitischen Diskussion, die geprägt war von Begriffen wie „deutsche Bildungskatastrophe“ (Georg Picht) und „Bildung als allgemeines Bürgerrecht“ (Ralf Dahrendorf) wurde auch das Gymnasium Oedeme als Teil eines Gesamtkonzepts „Schulzentrum Oedeme“ geplant, zu dem auch eine Orientierungsstufe (Klassen 5 und 6), und eine Sekundarstufe I gehören sollten. Nur ein solches Stufenkonzept hatte Aussicht auf Genehmigung durch den niedersächsischen Kultusminister. In den Plänen des Katasteramtes Lüneburg war das gesamte Schulgebiet als Gesamtschule bezeichnet.
Ausgebaut wurde zunächst der Sekundarbereich I im Gebäudetrakt der damaligen Real- und heutigen Oberschule. Parallel dazu liefen die Planungen zur Erstellung eines Raumkonzepts für die „Sekundarstufe II“. Diese litten darunter, dass auf der Ebene der Kultusministerkonferenz die Diskussion um die Neugestaltung der gymnasialen Oberstufe begonnen hatte und in der Planungsphase niemand sagen konnte, wie die neue Oberstufe aussehen würde. Entsprechend ging in die Raumplanung die Vorstellung ein, dass die Konstruktion des Gebäudes eine ausreichende Variabilität erlauben müsse.
Nachdem das Raumkonzept im Februar 1974 in Hannover genehmigt worden war, wurde mit dem Bau des Schulgebäudes begonnen, das die Sekundarstufe II beherbergen sollte. Zu Beginn des Schuljahres 1976/77 konnte das Gebäude bezogen werden.
Mittlerweile war in Hannover Ernst Albrecht (CDU) Ministerpräsident geworden, und die neue Regierung änderte den schulpolitischen Kurs in Niedersachsen grundlegend. So forderte sie die organisatorische Einheit des Gymnasiums und lehnte die Aufteilung in Schulstufen weitgehend ab.
Also wurde das gerade fertiggestellte, für eine reine Stufenschule (für die Sek II) geplante Gebäude so umgestaltet, dass alle Klassen des Gymnasiums hier untergebracht werden konnten – alle bis auf die Klassen 5 und 6.
Denn nach langer Diskussion wurde mit Beginn des Schuljahres 1980/81 die schulformübergreifende Orientierungsstufe in Stadt und Landkreis Lüneburg eingeführt. Die Orientierungsstufe Oedeme fand ihre Räume im Gebäudetrakt der Haupt- und Realschule.
Durch die Veränderung des Konzepts – statt eines Oberstufenzentrums ein (fast) vollständiges Gymnasium (mit den Jahrgängen 7–13) – war der Platz im Gebäude von Anfang an nicht ausreichend, zusätzlich waren die Räume für große Mittelstufenklassen zu klein. Wegen des Raummangels wurden ab dem Schuljahr 1980/81 vier Klassen in „Noträumen“ – also in Containern – unterrichtet.
Als sich die Übergangsquote auf das Gymnasium weiter erhöhte, neue Baugebiete in Oedeme und den Gemeinden im südwestlichen Landkreis Lüneburg ausgewiesen wurden und die Schülerzahlen insgesamt wieder leicht anstiegen, kam es zu einer nicht zu übersehenden Raumnot. Der Landkreis als Schulträger traf schließlich die Entscheidung für eine bauliche Erweiterung: der „Neubau“ mit acht Unterrichtsräumen wurde 1995 genehmigt und 1997 fertiggestellt.
Im Sommer 2004 wurde dann unter der CDU-Regierung des Ministerpräsidenten Christian Wulff in ganz Niedersachsen die Orientierungsstufe wieder abgeschafft, und auch das Gymnasium Oedeme bekam wieder 5. und 6. Klassen. Allerdings waren dafür keine Unterrichtsräume vorhanden; so wurden die neuen Klassen in der ehemaligen Orientierungsstufe Oedeme – am „Standort Süd“ – untergebracht. Zusätzlich erhielt das Gymnasium Oedeme eine Außenstelle in der etwa 10 km entfernt gelegenen Gemeinde Embsen mit je zwei fünften und sechsten Klassen. Die Außenstelle wurde von den Schülern des südwestlichen Teils des Landkreises besucht – aus den Samtgemeinden Ilmenau und Amelinghausen – und hatte Bestand bis Sommer 2012, als die Schule in Embsen in eine integrierte Gesamtschule umgewandelt wurde.
Die Tatsache, dass nach Abschaffung der Orientierungsstufe nun die Grundschullehrer die Empfehlungen zum Besuch der weiterführenden Schule geben, führte zu einer starken Erhöhung der Übergangsquote zum Gymnasium; sie beträgt im Raum Lüneburg jetzt etwa 50 Prozent. Entsprechend stiegen die Schülerzahlen an den Gymnasien an – das Gymnasium Oedeme ist heute sechs- bis siebenzügig, ohne dass neue Raumkapazitäten geschaffen wurden.
Das erste Jahrzehnt des 21. Jahrhunderts brachte auch für das Gymnasium Oedeme zahlreiche Veränderungen – nicht nur als Antwort auf den „PISA-Schock“ Ende 2001. So wurde 2003 Spanisch als 3. Fremdsprache und als neu beginnende Sprache ab Klasse 11 eingeführt. Es begann ein Versuch mit Notebook-Klassen, in denen jeder Schüler über ein eigenes Notebook verfügte. Dieser Versuch wurde 2006 für gescheitert erklärt, weil die personelle Unterstützung durch das Land und den Schulträger ausblieb und die Notebooks eines deutschen Herstellers den harten Bedingungen des Schulalltags nicht gewachsen waren und reihenweise ausfielen.
2004 wurde die Bläserklasse eingeführt, und das Gymnasium Oedeme wurde Umweltschule in Europa. Ein Jahr später wurde das Konzept „Ganztagsschule“ anerkannt, die Profiloberstufe wurde eingeführt, und um das Gymnasium Oedeme herum wurde ein „Kooperationsverbund Hochbegabtenförderung“ aufgebaut. 2007 wurde die Schule „eigenverantwortlich“; im gleichen Jahr erhielt sie eine Mensa.
Das Konjunkturpaket II als Reaktion auf die Finanzkrise bescherte auch dem Gymnasium Oedeme Baumaßnahmen (ab Herbst 2009): den lange geforderten Anbau von vier Unterrichtsräumen, die Sanierung des Trakts der Naturwissenschaften, der Musik- und weiterer Räume. In der Bauphase wurden und werden etwa 500 Schüler in Behelfsräumen im „Containerdorf Süd“ unterrichtet, das dort steht, seitdem die Realschule 2008/09 saniert wurde.

## Gebäude und Schulgelände

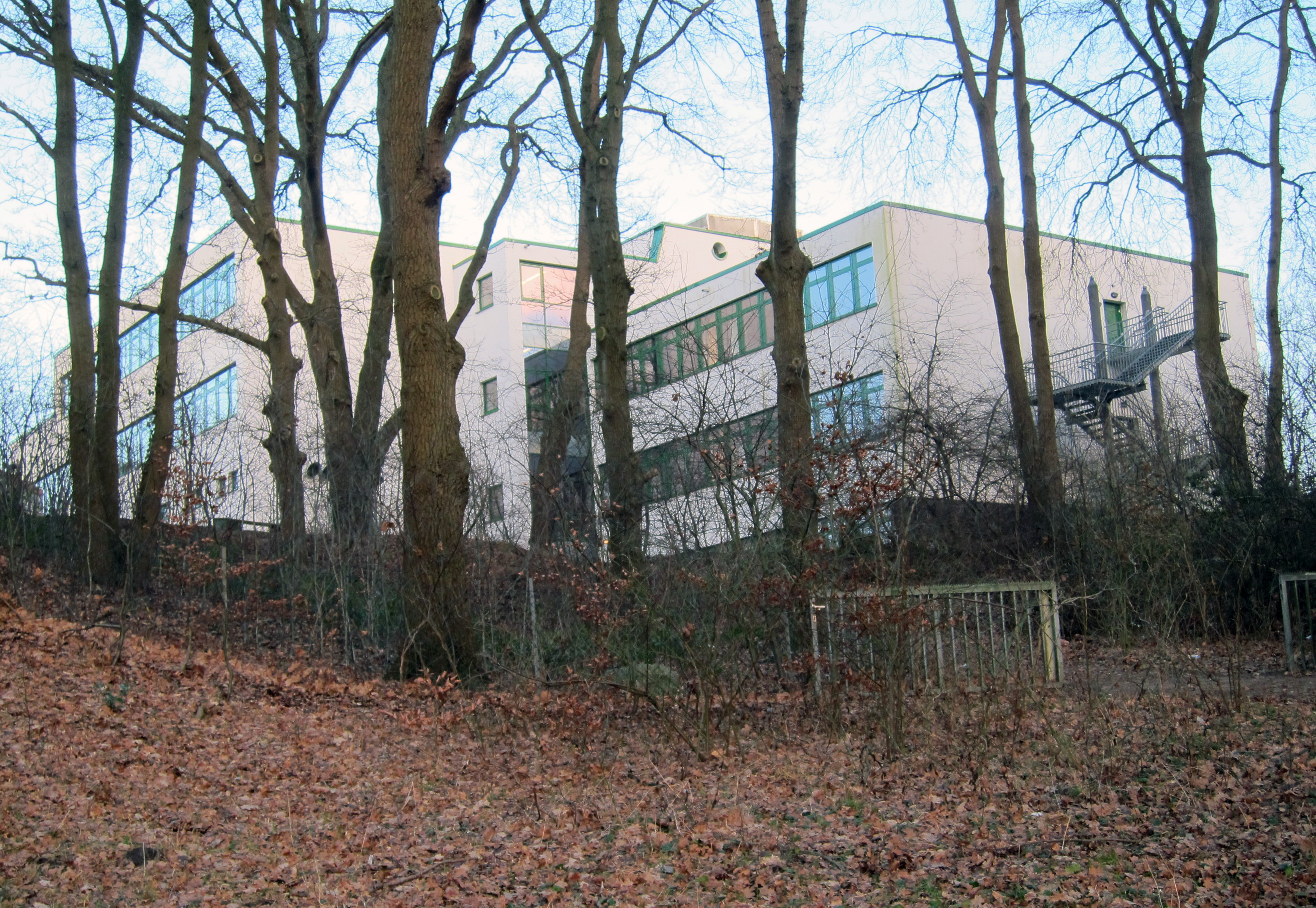
Hauptgebäude, vom Teichwiesenweg aus

Das Hauptgebäude wurde Mitte der 1970er Jahre durch den Architekten Heinrich Hagemann, Lüneburg, als Oberstufenzentrum in Stahlbeton-Skelettbauweise geplant. Ausdruck dessen ist z. B. die Offenheit des großen Forums und die Gestaltung des 1. Stocks mit ursprünglich großen Freiflächen in der Mitte. Die Auflage einer großen Variabilität erfüllte er durch den Bau flexibler Wände, die allerdings bald – auch wegen der nötigen technischen Ausstattung (z. B. elektrische Leitungen) – fixiert wurden.
1997 kam das Nebengebäude („der Neubau“) als Massivbau mit acht Unterrichtsräumen hinzu, das mit seinen Backsteinwänden an den Baustil der Hanse erinnern soll. 2010 wurde das Gebäude um die Hälfte verlängert, um weitere vier Klassenräume zu gewinnen. Zum Gymnasium Oedeme gehören weiterhin Räume am „Standort Süd“, in der Förderschule an der Schaperdrift und Containerräume.
Das Gymnasium Oedeme verfügt über eine Sternwarte und seit den Sanierungsmaßnahmen 2010 über moderne naturwissenschaftliche und musisch-künstlerische Fachräume, seit 2012 auch über zwei große Computerräume und einen kleineren.
Haupt- und Nebengebäude liegen zurückgesetzt von der Straße „Oedemer Weg“ im Grünen, der „Standort Süd“ ist Teil des gemeinsamen Gebäudekomplexes von Oberschule und einer Außenstelle der Berufsbildenden Schulen III.
Zum Schulzentrum gehören eine Dreifach-, eine Einfeld-Sporthalle und drei Gymnastikhallen sowie eine Außenanlage. Das Gymnasium Oedeme hat ein Beachvolleyball-Feld eingerichtet; eine Tennisanlage, die es anfangs gab, ist verfallen und nicht mehr benutzbar. Auf dem Schulgelände befand sich ein angelegter Teich, der 2014 trockengelegt wurde.
Nach längeren Umbauarbeiten wurde im September 2021 in den Räumen der ehemaligen Schule an der Schaperdrift das neue Oberstufenzentrum eingeweiht. Hierdurch entstanden 19 allgemeine Unterrichtsräume, mehrere Fachräume sowie Räume für Lehrkräfte. Der Umbau kostete über fünf Millionen Euro. Die Unterrichtsräume wurden nach und nach mit Medienschränken ausgestattet.

## Pädagogische Arbeit, Ausstattung und Angebote

### Sprachen
Erste Fremdsprache am Gymnasium Oedeme ist Englisch, zweite Französisch, Latein oder (seit 2011) Spanisch. Letztere Sprache kann auch als neu beginnende Fremdsprache in Klasse 10 gewählt werden.
Die Schüler können Sprachzertifikate erwerben für Englisch (Cambridge Certificate), Französisch (DELF-DALF-Programm) und Spanisch (DELE-Zertifikat).

### Besondere Klassen

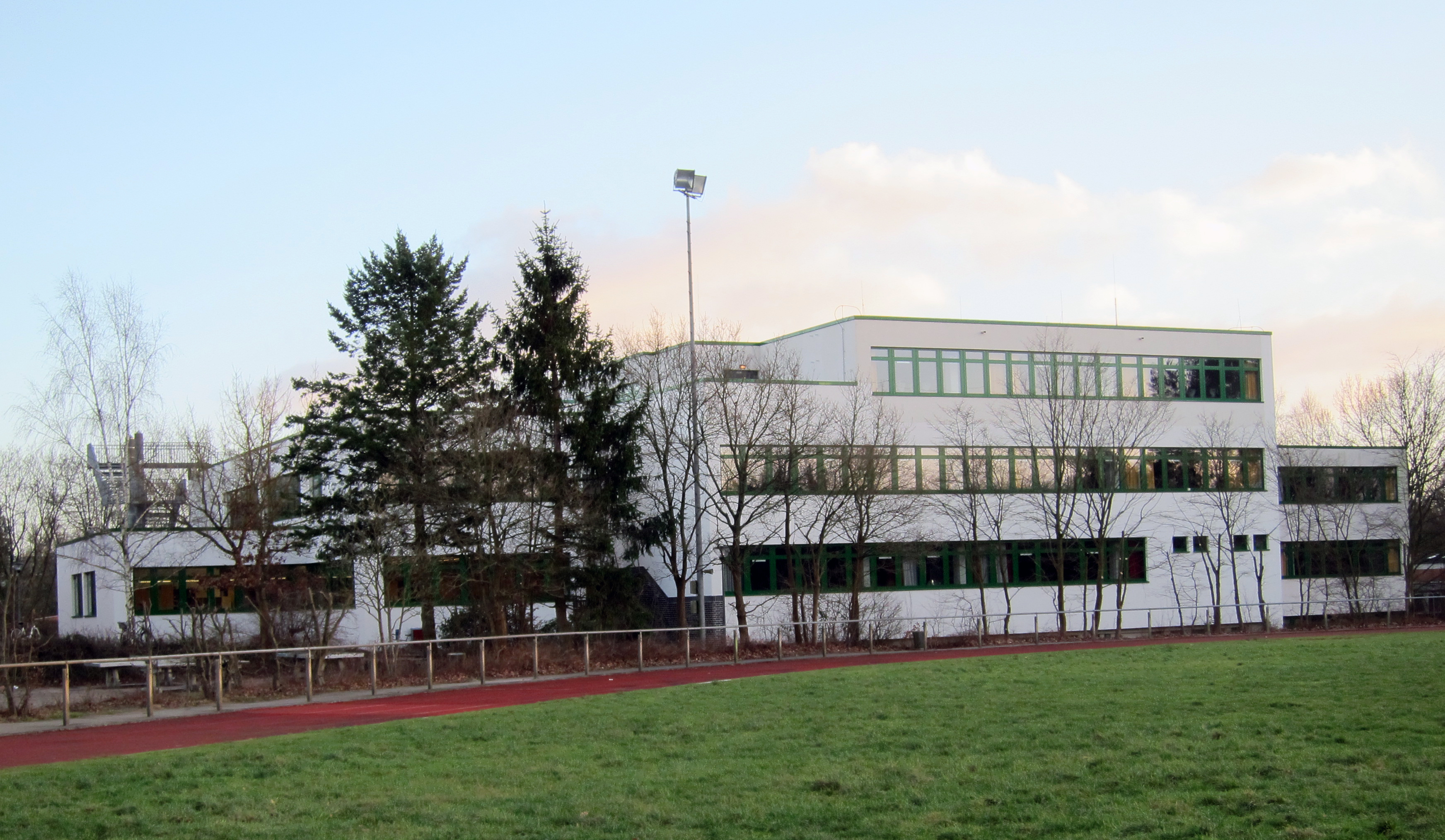
Hauptgebäude vom Sportplatz aus

Von Klasse 7 bis 10 wird in einer Klasse bilingual unterrichtet: Erdkunde, Geschichte und Chemie auf Englisch. Eine weitere besondere Klasse in dieser Klassenstufe ist die MINT-Klasse: in ihr haben die Schüler verstärkten Unterricht in den naturwissenschaftlichen Fächern, und sie haben im Unterschied zu den anderen auch Unterricht in den Fächern Informatik und Astronomie.

### Besondere Schulfächer
Neben Astronomie (in der MINT-Klasse) und den üblichen Fächern bietet das Gymnasium Oedeme auch Darstellendes Spiel, Wirtschaftslehre und Werte und Normen an (alle drei in der Oberstufe, Werte und Normen auch als Prüfungsfach und vor der Oberstufe als Alternative zum Religionsunterricht).

### Ausstattung mit PCs
Zurzeit (2024) hat das Gymnasium Oedeme zwei große Computerräume und einen kleinen, dazu Medienwagen bzw. -koffer (mit Notebook, DVD-Video-Kombigerät, Beamer und Soundsystem) auf allen Fluren. Des Weiteren gibt es in vielen Fachräumen (Biologie, Physik) und den meisten Kursräumen einen in den Lehrertisch integrierte Rechner, sowie einen daran angeschlossenen Beamer.

### Besondere pädagogische Konzepte und Projekte
Das Gymnasium Oedeme ist eigenverantwortliche Schule [selbstständige Schule] und beteiligt sich am Projekt „Verbesserung der Unterrichtsqualität“ der Niedersächsischen Landesschulbehörde.
Die Schule nimmt zusammen mit Schulen aus Tschechien, Ungarn, Spanien und der Schweiz teil am Comenius-Programm zur Förderung des Europa-Gedankens.
Zur Unterstützung von Schülern mit Lerndefiziten in einzelnen Fächern betreibt die Schule seit einigen Jahren ein Projekt, in dem ältere Schüler jüngere gegen Bezahlung nach-unterrichten („LeGO“ – Lernklub Gymnasium Oedeme).

### Begabtenförderung
Das Gymnasium Oedeme ist federführend im „Kooperationsverbund Hochbegabtenförderung“ Oedeme. Die Schule hat Kurse eingerichtet, die sich an besonders „helle Köpfe“ wenden (so auch der Name dieser Angebote).

### Ganztagsangebote
Das Ganztagsprogramm umfasst gut 60 Kurse, Arbeitsgemeinschaften und Projekte. So werden eine regelmäßige Hausaufgabenbetreuung für die Klassen 5 und 6 und Förderkurse in Deutsch, Mathematik und Englisch für Klasse 10 genauso angeboten wie ein Kurs „Deutsch als Zweitsprache“, aber auch Kurse zur Begabtenförderung in den Bereichen Schreiben, Kunst, Philosophie und Naturwissenschaften. Es gibt eine „Sozial-AG“, verschiedene Sport-AGs, eine „Forumtechnik-AG“ und AGs im kulturellen Bereich: Orchester, Big Band, Rock-Pop-AG, Chöre, Film- und Theater-AGs.

### Auszeichnungen und Preise
Umweltschule in Europa, Schulpreis im Wettbewerb „Jugend forscht“, 1. Preise bei „Jugend zeichnet und gestaltet“, 1. Preis im Geschichtswettbewerb des Niedersächsischen Kultusministers, Sonderpreis bei „Jugend schreibt“ und Schulpreis bei „Jugend und Wirtschaft“, jeweils mit der Frankfurter Allgemeinen Zeitung, 1. Preis beim Wettbewerb „60 Jahre Niedersachsen“, 1. Preis beim Bundeswettbewerb Fremdsprachen auf Landesebene (Englisch).

## Öffentlichkeitsarbeit

### Förderverein
Der 2003 gegründete Förderverein ist mit 750 Mitgliedern (Stand: 2014) der größte Schulförderverein in der Region.

### Jahrbuch
Das Jahrbuch „Schulmitteilungen“, herausgegeben vom Schulleiter und gestaltet von einer Lehrerredaktion, erscheint einmal jährlich und umfasst 164 Seiten (DIN A4). Eine Schülerzeitung gibt es zurzeit nicht.

### Partnerschulen
St. Maixent (Frankreich), Genf (Schweiz), Valencia (Spanien) und Deutsche Schule in San Salvador (El Salvador).

## Bekannte Alumni
- Marco Börries (* 1968), Software-Entwickler (u. a. StarOffice, Vorläufer von OpenOffice)
- Oliver Brüggemann (* 1967), Chemiker und Hochschullehrer
- Ina Hartwig (* 1963), Autorin und Literaturkritikerin
- Uwe Inselmann  (1958–2002), Politiker
- Simon Kowalewski (* 1981), Politiker
- Swantje Michaelsen (* 1979), Politikerin
- Reiner Nagel (* 1959), Architekt, Vorstandsvorsitzender der Bundesstiftung Baukultur
- Jan Pörksen (* 1964), Jurist und Politiker
- Jürgen Markwardt (* 1968), Politiker
- Gerhard Schweppenhäuser (* 1960), Philosoph und Autor